# Pauline Davis-Thompson
Pauline Davis-Thompson, née Pauline Elaine Davis le 9 juillet 1966, est une athlète bahaméenne spécialiste du sprint.

## Carrière
Elle a pris part à cinq éditions des Jeux olympiques, entre 1984 et 2000, avec une 6e place au relais 4 × 100 m en 1984, mais ce n'est qu'en 1996 qu'elle a disputé sa première finale individuelle, avec une quatrième place au 400 mètres en 49 s 28, record national.
Elle a, fait rarissime, participé aux sept premiers championnats du monde entre 1983 et 1999. En 1991 elle a atteint la finale, terminant 7e du 200 m. En 1995 elle a reçu une première médaille en finissant à la deuxième place du 400 m avec un temps de 49 s 96, derrière Marie-José Pérec.
Lors des championnats du monde de 1999 à Séville, elle a fait partie du relais 4 × 100 m bahaméen victorieux, dans l'ordre Savatheda Fynes, Chandra Sturrup, Pauline Davis-Thompson et Debbie Ferguson, avec le temps de 41 s 92, record national.
Elle a remporté la médaille d'or lors du relais 4 × 100 m des Jeux olympiques d'été de 2000 à Sydney. Elle finit aussi à la deuxième place du 200 m féminin derrière Marion Jones, mais en octobre 2007 et à la suite des aveux de dopage de Jones, elle a récupéré, finalement, le titre olympique.

## Palmarès
- Championnats du monde en salle à Barcelone sur 200 mètres avec 22 s 68.
- CM 49 s 96 400 m Goteborg (1995)
- JO 42 s 14 4 × 100 m Atlanta (1996)
- CM Indoor 22 s 70 200 m Maebashi (1999)
- CM 41 s 92 4 × 100 m Séville (1999)
- JO 22 s 27 200 m Sydney (2000) (après la disqualification de Marion Jones)[1]
- JO 41 s 95 4 × 100m Sydney (2000)

## Records
- 100 m : 10 s 97 le 21 juillet 2000 à Nassau
- 200 m : 22 s 27 le 28 septembre 2000 à Sydney
- 400 m : 49 s 28 le 29 juillet 1996 à Atlanta